# 土巨怪
土巨怪（Umber Hulk）是角色扮演游戏《龙与地下城》中虚构的一种生物。

## 普遍形象
土巨怪是居住在地底深处的庞大生物。它们挖掘并穿越巨石就像穿越树丛般容易，它们会不断地横冲直撞，留下的只是破坏的痕迹。土巨怪体格强壮，类似猩猩与甲虫的混合体。直立时大约有8英尺高，体宽5英尺，重约800磅。土巨怪外部的甲壳有效地保护了里面的角质躯体，散布的触角看起来像是稀疏的毛发，下垂的圆形头部则被庞大的下颚和三角形的锐齿占满。土巨怪有自己的语言。

## 战斗方式
土巨怪能发出足以粉碎任何敌人的强力打击。此外，它的下颚能轻易咬碎护甲和外骨骼。土巨怪不仅身躯巨大，还相当聪明。它们通常会挖掘隧道与地穴，让粗心大意的生物落入其中。